# Sumber Jeruk
Sumber Jeruk is een bestuurslaag in het regentschap Jember van de provincie Oost-Java, Indonesië. Sumber Jeruk telt 4459 inwoners (volkstelling 2010).